# Olympische Sommerspiele 2016/Triathlon
Bei den Olympischen Spielen 2016 in Rio de Janeiro wurden am 18. und 20. August 2016 im Forte de Copacabana, einer Militärbasis am Südende des Stadtteils Copacabana zwei Wettbewerbe im Triathlon ausgetragen, jeweils einer für Frauen und Männer. Die olympische Distanz im Triathlon beinhaltete 1,5 km Schwimmen, 40 km Radfahren und einen 10.000-Meter-Lauf. Jeweils 55 Athleten starteten in den getrennten Wettkämpfen der Männer und Frauen.

## Bilanz

### Medaillenspiegel
| Platz  | Land               | Gold | Silber | Bronze | Gesamt |
| ------ | ------------------ | ---- | ------ | ------ | ------ |
| 1      | Großbritannien     | 1    | 1      | 1      | 3      |
| 2      | Vereinigte Staaten | 1    | –      | –      | 1      |
| 3      | Schweiz            | –    | 1      | –      | 1      |
| 4      | Südafrika          | –    | –      | 1      | 1      |
| Gesamt | Gesamt             | 2    | 2      | 2      | 6      |

### Medaillengewinner
| Disziplin | Gold                    | Silber                  | Bronze               |
| --------- | ----------------------- | ----------------------- | -------------------- |
| Männer    | Alistair Brownlee (GBR) | Jonathan Brownlee (GBR) | Henri Schoeman (RSA) |
| Frauen    | Gwen Jorgensen (USA)    | Nicola Spirig (SUI)     | Vicky Holland (GBR)  |

## Wettbewerbe und Zeitplan
| Wettbewerbe und Zeitplan Triathlon | Wettbewerbe und Zeitplan Triathlon | Wettbewerbe und Zeitplan Triathlon | Wettbewerbe und Zeitplan Triathlon | Wettbewerbe und Zeitplan Triathlon |
| Wettbewerbe                        | August                             | August                             | August                             | August                             |
| Frauen                             | 17.                                | 18.                                | 19.                                | 20.                                |
| ---------------------------------- | ---------------------------------- | ---------------------------------- | ---------------------------------- | ---------------------------------- |
| Einzel olympische Distanz          |                                    |                                    |                                    |                                    |
| Männer                             | 17.                                | 18.                                | 19.                                | 20.                                |
| Einzel olympische Distanz          |                                    |                                    |                                    |                                    |

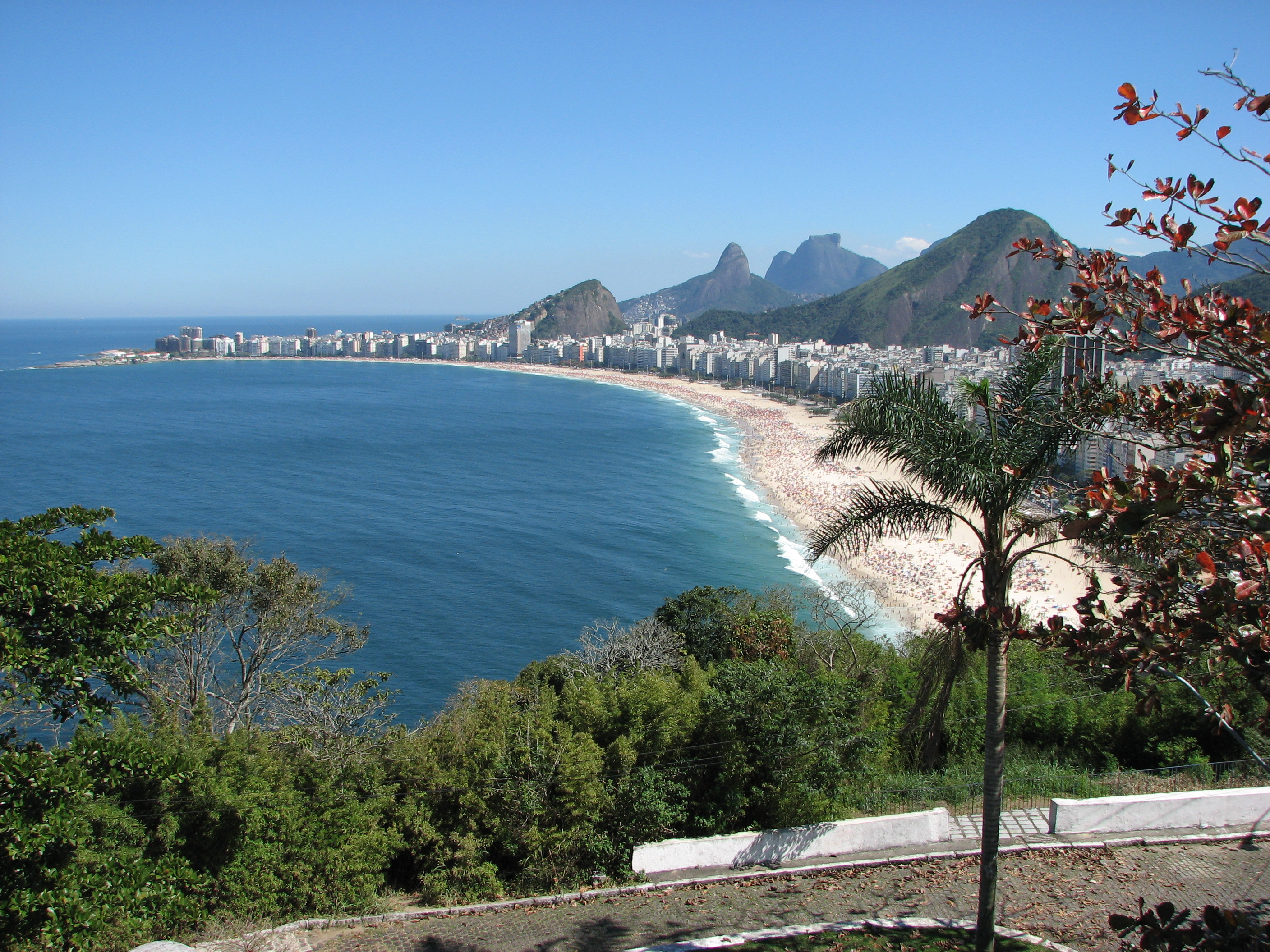
Blick aus nördlicher Richtung auf Copacabana

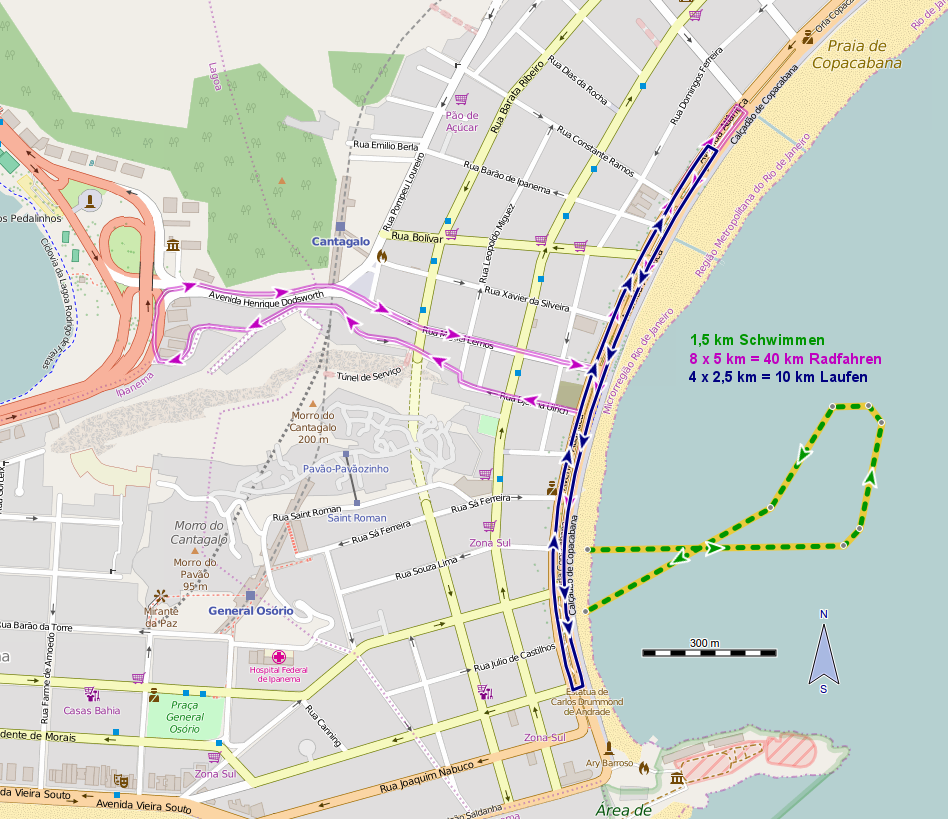
Streckenverlauf

Insgesamt 82 Kampfrichter aus 37 Nationen hatte die ITU für die Olympischen und Paralympischen Spiele berufen. Der Österreicher Friedrich Schwarz und der Schweizer Stefane Maurin gehörten zu den International Technical Officials.
Wie bereits 2012 in London, stellte Deutschland als einzige große Triathlonnation keine Kampfrichter.

## Ergebnisse

### Männer

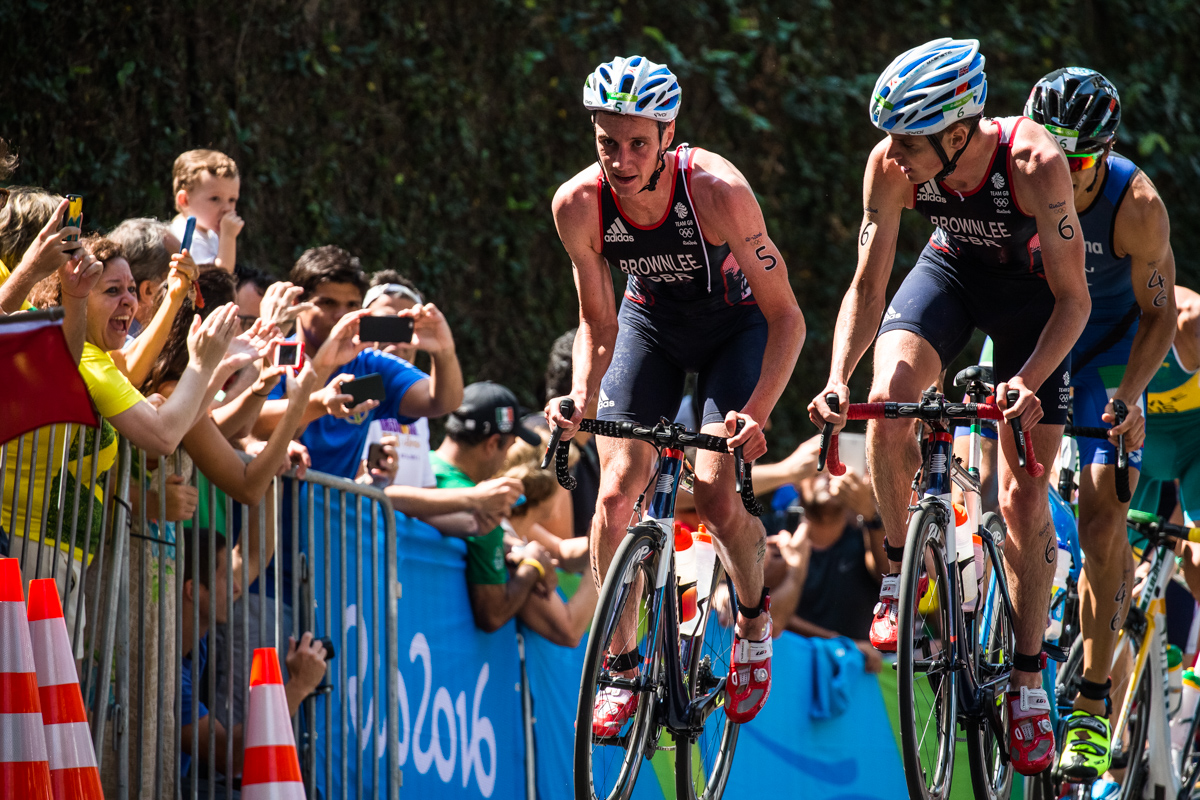
Alistair und Jonathan Brownlee auf der Radstrecke

Datum: 18. August 2016, 11:00 Uhr UTC−3
| Platz | Land | Athlet            | Zeit (h) |
| ----- | ---- | ----------------- | -------- |
| 1     | GBR  | Alistair Brownlee | 1:45:01  |
| 2     | GBR  | Jonathan Brownlee | 1:45:07  |
| 3     | RSA  | Henri Schoeman    | 1:45:43  |
| 4     | RSA  | Richard Murray    | 1:45:50  |
| 5     | POR  | João Pereira      | 1:45:52  |
| 6     | BEL  | Marten Van Riel   | 1:46:03  |
| 7     | FRA  | Vincent Luis      | 1:46:12  |
| 8     | ESP  | Mario Mola        | 1:46:26  |
| 9     | AUS  | Aaron Royle       | 1:46:42  |
| 11    | SVK  | Richard Varga     | 1:47:17  |
| 16    | SUI  | Andrea Salvisberg | 1:47:56  |
| 19    | SUI  | Sven Riederer     | 1:48:15  |
| 47    | AUT  | Thomas Springer   | 1:55:14  |

### Frauen

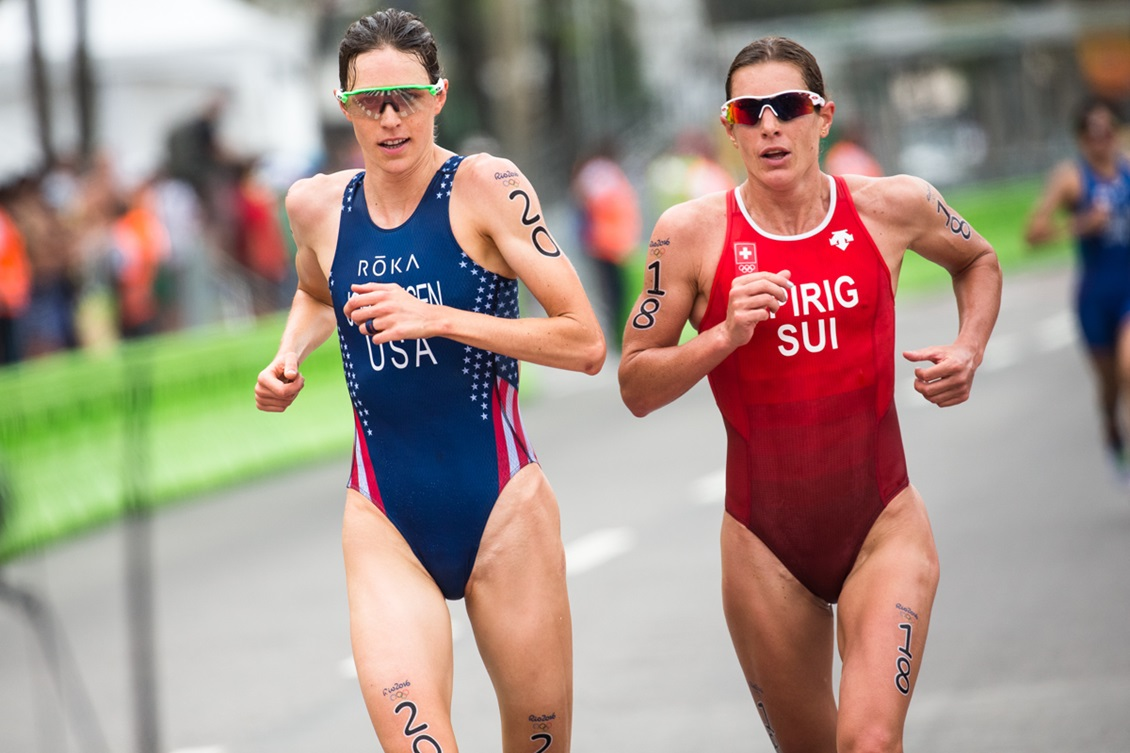
Gwen Jorgensen und Nicola Spirig-Hug auf der Laufstrecke

Datum: 20. August 2016, 11:00 Uhr UTC−3
| Platz | Land | Athletin             | Zeit (h) |
| ----- | ---- | -------------------- | -------- |
| 1     | USA  | Gwen Jorgensen       | 1:56:16  |
| 2     | SUI  | Nicola Spirig-Hug    | 1:56:56  |
| 3     | GBR  | Vicky Holland        | 1:57:01  |
| 4     | GBR  | Non Stanford         | 1:57:04  |
| 5     | CHI  | Bárbara Riveros Díaz | 1:57:29  |
| 6     | AUS  | Emma Moffatt         | 1:57:55  |
| 7     | NZL  | Andrea Hewitt        | 1:58:15  |
| 8     | BER  | Flora Duffy          | 1:58:25  |
| 9     | MEX  | Claudia Rivas        | 1:58:28  |
| 10    | NED  | Rachel Klamer        | 1:58:55  |
| 14    | SUI  | Jolanda Annen        | 1:59:42  |
| 28    | GER  | Laura Lindemann      | 2:01:52  |
| 36    | GER  | Anne Haug            | 2:02:56  |
| 37    | AUT  | Sara Vilic           | 2:03:10  |

## Qualifikation

### Qualifikationskriterien
Die Nominierung von Athleten für die einem teilnehmenden Land zustehenden Startplätze erfolgte durch die NOKs.
Fünf Möglichkeiten bestanden für die NOKs, Startplätze bei den Olympischen Spielen zu erhalten. Bis zu acht NOKs konnten die Maximalanzahl von drei Startplätzen pro Geschlecht erhalten.
Die übrigen NOKs erhielten jeweils bis zu zwei Startplätze.
Die ersten fünf Startplätze gingen an die Gewinner von fünf kontinentalen Qualifikationswettkämpfen. Drei weitere Startplätze gingen an die Top 3 bei den ITU World Championship Series 2015, wobei Athleten, die bereits eine kontinentale Qualifikation gewannen, übersprungen wurden.
Die nächsten 39 Plätze gingen an die NOKs, deren Athleten am höchsten in der Olympiaqualifikationsrangliste platziert waren, wobei bereits qualifizierte Athleten ebenfalls nicht berücksichtigt wurden. Der 48. Platz ging jeweils an Brasilien als Gastgeberland. Zwei Plätze wurden durch die Tripartite Commission vergeben. Schließlich wurden fünf weitere Plätze an die NOKs über die ITU Points List vergeben, wobei jeweils ein Platz pro Kontinent vergeben wurde.
Liste der Qualifikationswettkämpfe:
- Europaspiele in  Baku, 13. bis 14. Juni 2015
- Panamerikanische Spiele in  Toronto, 11. bis 12. Juli 2015
- Internationaler Qualifikationswettkampf in  Rio de Janeiro, 1. bis 2. August 2015
- Ozeanienmeisterschaft in  Gisborne, 19. bis 20. März 2016
- Afrikameisterschaft in  East London, 20. März 2016
- Asienmeisterschaft in  Hatsukaichi, 29. April bis 1. Mai 2016
- ITU-Olympiaqualifikationsrangliste[5] zum 15. Mai 2016

Hiermit ergab sich am 15. Mai 2016 folgende Anzahl von Startplätzen je NOK (die Links führen zu den jeweiligen nominierten Athleten):
| AUS | CAN | GER |
| GBR | JPN | NZL |
| ESP | USA |     |

| AUT | BEL | HUN |
| ITA | MEX | NED |
| RUS | SUI |     |

| BER | BRA | CHI | CHN | CZE |
| ECU | EST | FRA | IRL | MUS |
| POL | SLO | RSA | SWE | UKR |

| AUS | FRA | GBR |
| MEX | POR | RUS |
| ESP | USA |     |

| ARG | BEL | CAN |
| GER | HUN | ITA |
| NZL | RSA | SUI |

| AZE | AUT | BAR | BRA | CHN |
| CRI | DEN | IRL | ISR | JOR |
| JPN | NOR | SLO |     |     |

### Nominierung
Die Entscheidung, welche Athleten für die Olympischen Spiele nominiert wurden, erfolgte jeweils durch die Nationalen Olympischen Komitees auf Vorschlag der nationalen Triathlonverbände. Der internationale Dachverband ITU legte lediglich die maximale Zahl der Startplätze pro Land fest. Die durch einen Athleten für eine Nominierung zu erfüllenden Kriterien waren national unterschiedlich festgelegt.
Da nicht alle NOKs sämtliche ihrem Land zustehenden Startplätze in Anspruch nahmen und diese daraufhin durch die ITU weiter vergeben wurden, ergab sich folgende finale Zusammenstellung der Startplätze:
| AUS | CAN | GBR |
| JPN | RUS | ESP |
| USA |     |     |

| AUT | BEL | GER | FRA |
| HUN | ITA | MEX | NZL |
| SUI | RSA |     |     |

| BER | BRA | CHI | CHN | CZE |
| ECU | EST | IRL | MUS | NED |
| POL | SLO | SWE | UKR |     |

| AUS | FRA | GBR |
| MEX | POR | RUS |
| ESP | USA |     |

| ARG | BEL | CAN | HUN |
| ITA | NZL | RSA | SUI |
|     |     |     |     |

| AZE | AUT | BAR | BRA | CHN |
| CRI | DEN | IRL | ISR | JOR |
| JPN | NOR | PUR | SLO | UKR |

Sowohl die Triathletinnen wie auch die männlichen Triathleten verteilten sich somit auf jeweils 31 Nationen, insgesamt waren bei beiden Triathlonwettkämpfen Starter aus 42 Nationen vertreten – mehr als bei allen Olympischen Spielen zuvor.

#### Deutschland
Als Zielvereinbarung für Rio hatten die Deutsche Triathlon Union und der Deutsche Olympische Sportbund 2013 eine Medaille und eine Top-acht-Platzierung vereinbart.
Als deutsche Nominierungsskriterien waren eine Platzierung unter den ersten acht bei ausgewählten Wettkämpfen oder alternativ eine Top-5-Platzierung in der Weltmeisterschaftsserie 2015 festgelegt worden.

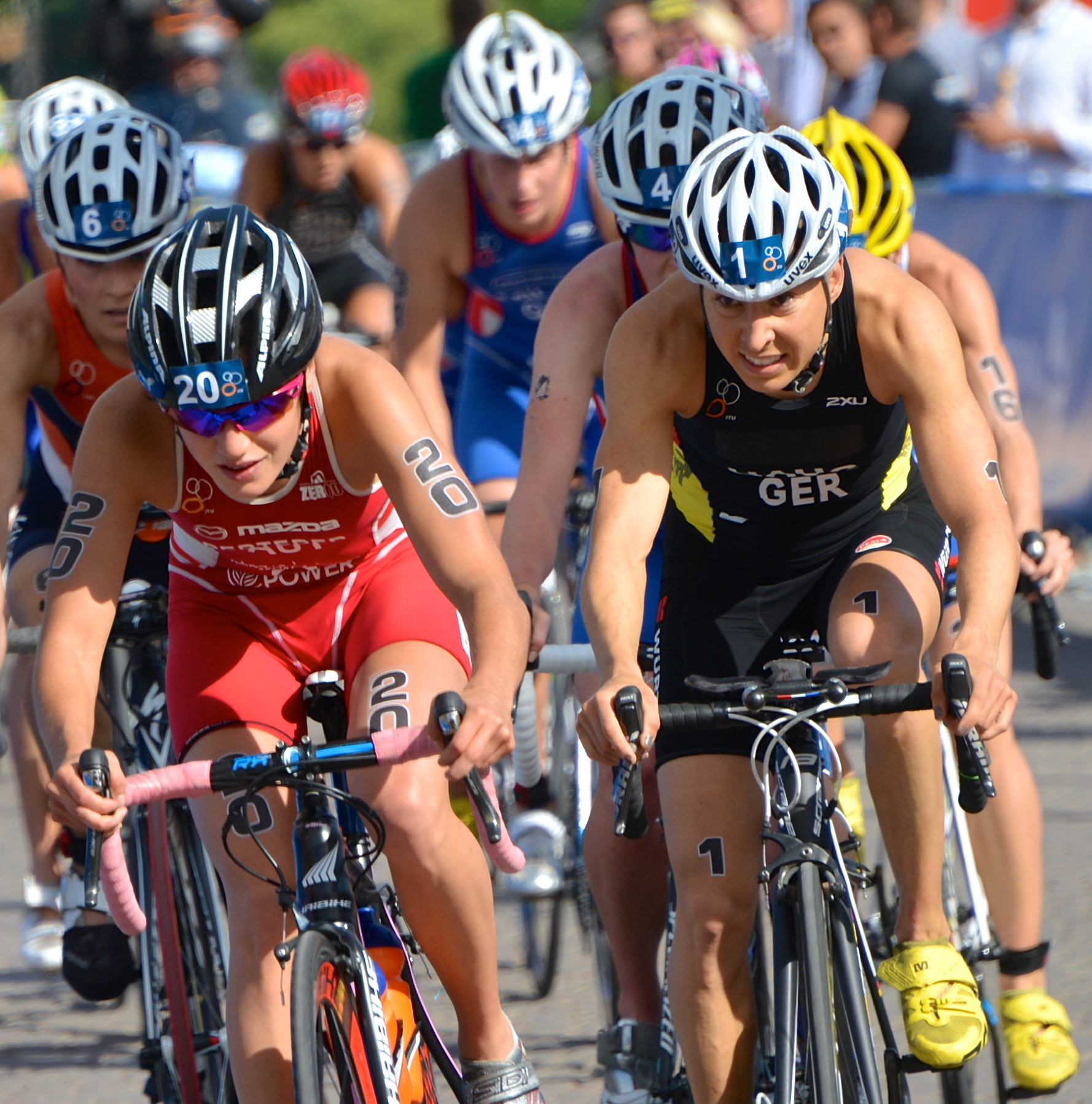
Die ursprünglich für Österreich nominierte Lisa Perterer und Anne Haug führen bei der ITU World Championship Series 2013 in Stockholm eine Radgruppe an.

| Termin        | Kriterium                                      | Ort            | Frauen      | Männer |
| ------------- | ---------------------------------------------- | -------------- | ----------- | ------ |
| 2. Aug. 2015  | Platz 1 – 8 im Qualifikationswettkampf         | Rio de Janeiro | Anne Haug a | –      |
| 21. Sep. 2015 | Platz 1 – 5 ITU World Championship Series 2015 | –              | –           | –      |
| 5. März 2016  | Platz 1 – 8 im ITU World Triathlon Abu Dhabi   | Abu Dhabi      | –           | –      |
| 10. Apr. 2016 | Platz 1 – 8 im ITU World Triathlon Gold Coast  | Gold Coast     | – b         | –      |
| 15. Mai 2016  | Platz 1 – 8 im ITU World Triathlon Yokohama    | Yokohama       | –           | –      |

Nachdem zum 15. Mai 2016 zwar zwei Quotenplätze bei den Männern und drei Quotenplätze bei den Frauen für das deutsche Team zur Verfügung standen, aber lediglich Anne Haug die von der DTU mit dem DOSB vereinbarten sportlichen Qualifikationskriterien erfüllten, wurden von der DTU als Nominierungsvorschlag unter Berücksichtigung der Saisonergebnisse bis zum 16. Juni 2016 die beiden bestplatzierten deutschen Männer auf der ITU-Olympia-Qualifikationsliste, Steffen Justus (Platz 31) und Gregor Buchholz (Platz 34) sowie (neben Anne Haug) Laura Lindemann (Platz 65) und Anja Knapp (Platz 47) dem DOSB vorgeschlagen.
Die finale Entscheidung fällt der DOSB am 12. Juli.
Anne Haug und Steffen Justus hatten Deutschland bereits 2012 in London vertreten. Die bestplatzierten deutschen Frauen auf der ITU-Olympia-Qualifikationsliste waren Rebecca Robisch (Platz 19), Hanna Philippin (Platz 28), Anja Knapp (Platz 47) und Sophia Saller (Platz 50), bei den Frauen erfolgte der Nominierungsvorschlag der DTU unter team-taktischen Gesichtspunkten.
Rebecca Robisch und Hanna Philippin erreichten über Claudia Wisser als Richterin beim Sportschiedsgericht, dass sie von der DTU nachträglich ebenfalls für einen Start in Rio vorgeschlagen wurden, so dass der DOSB fünf Athletinnen für drei Startplätze vorgeschlagen bekommen hatte.
Der DOSB entschied daraufhin, lediglich Anne Haug für einen Start in Rio zu nominieren und die übrigen vier Startplätze ungenutzt zurückzugeben.
Am 19. Juli gab der DOSB bekannt, aufgrund einer Entscheidung des Landgerichts Frankfurt Lindemann doch zu nominieren.
Zwei Tage zuvor hatte Lindemann beim WM-Rennen in Hamburg den neunten Platz belegt, bei der Weltmeisterschaft im Mixed Relay hatte Lindemann die Bronzemedaille gewonnen.
Damit blieben drei der fünf Startplätze, für die Athleten der DTU die internationalen Qualifikationsrichtlinien erfüllt hatten, unbesetzt.

#### Österreich

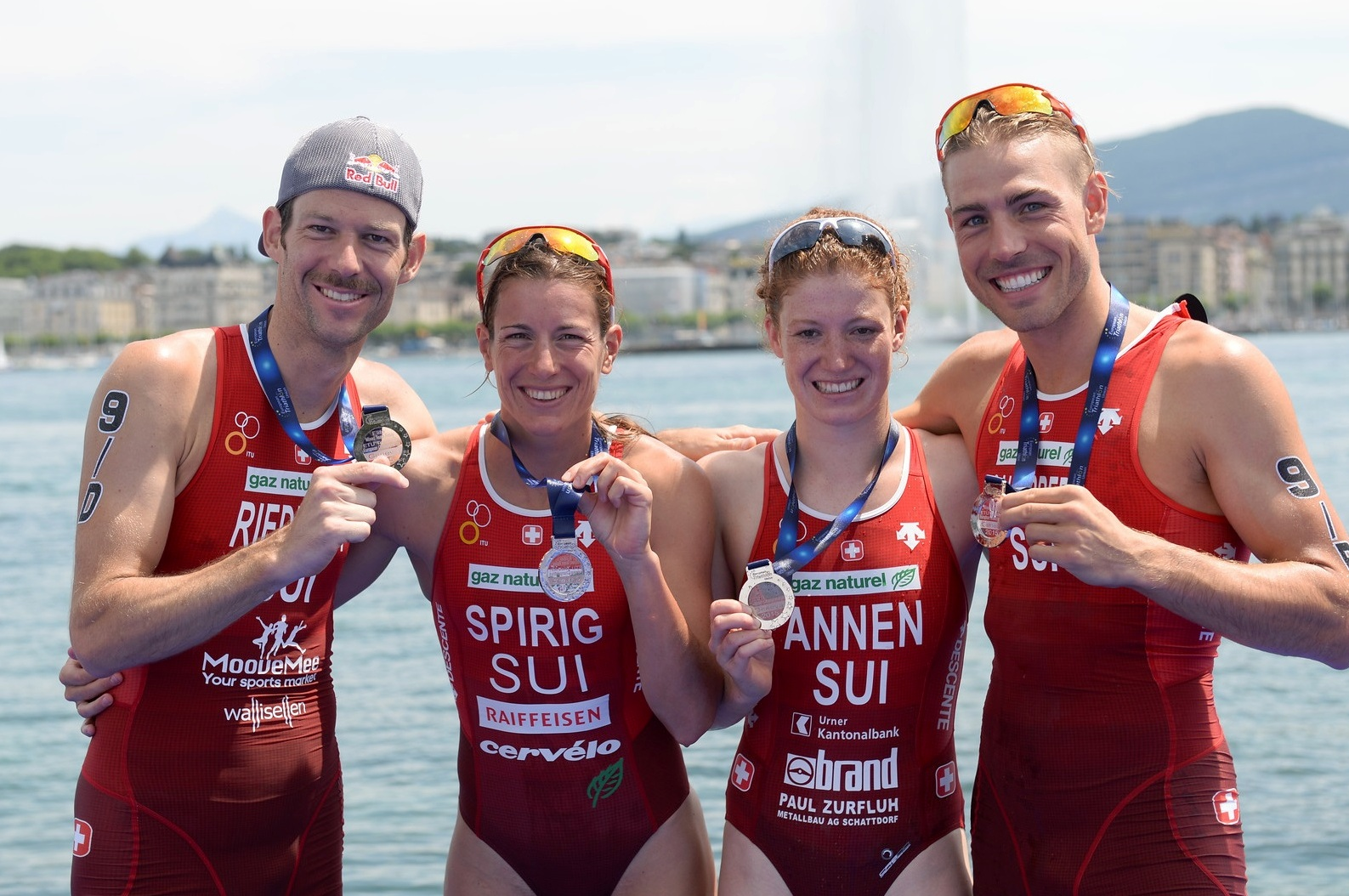
Das Schweizer Team in Rio: von links Sven Riederer, Nicola Spirig, Jolanda Annen und Andrea Salvisberg (Aufnahme von der Triathlon-EM 2015 in Genf)

In Österreich war die Platzierung auf der ITU-Olympiaqualifikationsliste für die Nominierung entscheidend. Bereits zwei Qualifikationsrennen vor dem Ende der Qualifikationsperiode verfügten die Kärntnerinnen Lisa Perterer und Sara Vilic mit Platz 16 bzw. Platz 31 auf der Qualifikationsliste über ein so großes Punktepolster auf ihre Verfolgerinnen, dass sie nicht mehr einholbar waren.

Bei den Herren war es bis zuletzt eine „Zitterpartie“: Beim letzten Qualifikationsrennen in Yokohama rutschte Thomas Springer auf dem 54 Qualifikationsplatz über das „European new flag“ in das Ranking und wurde somit zusammen mit Perterer und Vilic vom österreichischen Verband Tri Austria dem Österreichischen Olympischen Comité zur Nominierung vorgeschlagen.
Lisa Perterer war bereits bei den Olympischen Spielen in London am Start, während Vilic und Springer erstmals bei Olympischen Spielen teilnahmen. Wegen einer nicht ausgeheilten Verletzung konnte Lisa Perterer aber am 20. August nicht starten, über ein „Last-Minute-Ticket“ wurde daher die erst 22-jährige Wienerin Julia Hauser vom ÖTRV Präsidium nachnominiert.

#### Schweiz
Die Selektionskommission von Swiss Olympic selektionierte Jolanda Annen, Sven Riederer und Andrea Salvisberg für die Olympischen Sommerspiele 2016 in Rio und folgte damit dem Antrag von Swiss Triathlon.

Nachdem die Olympiasiegerin von London 2012, Nicola Spirig, bereits im Juni 2015 selektioniert worden war, gehörten mit Annen, Riederer und Salvisberg nun vier Triathleten und Triathletinnen zum Swiss Olympic Team für Rio 2016. Annen, Riederer und Salvisberg hatten die internationalen wie auch die nationalen Leistungskriterien erfüllt. Sven Riederer nahm nach Athen 2004 (Rang 3), Peking 2008 (Rang 23) und London 2012 (Rang 8) zum vierten Mal an Olympischen Spielen teil. Für Annen und Salvisberg bedeutete Rio 2016 olympische Premiere.